# Emerico de Quart
Emerico de Quart (Eymericus, Emericus o Aimericus), nacido a finales del siglo XIII en el castillo de Quart en el Valle de Aosta, fue obispo de Aosta de 1302 hasta su muerte el 1 de septiembre de 1313.

## Vida
Nacido en una de las familias más poderosas del Valle de Aosta,  era el hijo de Zacharie, conocido como Jacques II, señor de Quart, de la antigua y noble familia de Aosta «de la Porte Saint-Ours», quien dio tres obispos de la diócesis de Aosta. El hermano mayor, Jacques III, aseguró el apellido mientras Aymon era obispo de Ginebra, y Guillaume era arzobispo. Además su hermano Henri era rector de la Catedral de Aosta desde 1288 hasta 1318.
Después de terminar los estudios de teología, eligió vivir separado de su noble familia como un simple sacerdote de una manera contemplativa y ascética. Sin embargo, después de algunos años, decidió unirse a los canónigos regulares de la Catedral de Aosta. Durante este período, fue apreciado como un sacerdote muy digno y piadoso y amigo de los pobres.
En octubre de 1301 fue nombrado nuevo obispo de Aosta por todos los cánones de Aosta, incluidos los de la colegiata de los santos Pedro y Ursus, y en enero de 1302 fue consagrado obispo en Biella por Aimo de Challant, obispo de Vercelli.
Todos sus biógrafos coinciden en su vida digna, su atención a los pobres, su humildad y devoción, pero también su fuerza para proteger los derechos de los enfermos y los pobres de la arrogancia de los ricos. Convocó regularmente el Sínodo de su diócesis (mejor conocemos el de 1307), promoviendo la santidad del clero y los laicos con reglas rigurosas especialmente en temas como ayunos y fiestas religiosas. En 1311 estableció la fiesta de la Concepción de la Virgen María como día de precepto.
Murió el 1 de septiembre de 1313 en Aosta y fue enterrado en la capilla de la Catedral de Aosta, dedicada a la Concepción de la Virgen María.

## Debate histórico
Incluso si la mayoría de los historiadores no prestó especial atención a Emerico, algunas convicciones tradicionales sobre su vida fueron cuestionadas por estudiosos más críticos. En particular, era un punto común en todas las biografías antiguas que Emerico era canónigo en la colegiata de Sant'Orso; sin embargo, el historiador de Aosta Aimé-Pierre Frutaz notó que si bien ningún clérigo llamado Emericus fue mencionado en documentos relacionados con la colegiata, por el contrario, un prebendado llamado Emericus figuraba en los registros de la catedral.

## Veneración
La veneración de Emericus parece ser muy antigua: hay evidencia de ello en un cuadro iluminado de 1498 donde un fraile dominico está pintado en el acto de veneración de Emericus con un halo.
Es venerado como Beato en la Iglesia católica, su cultus de larga duración fue confirmado por el Papa León XIII en 1881.